# Jönköping (commune)
La commune de Jönköping est une commune suédoise du comté de Jönköping. 145 391 personnes y vivent (2023). Son siège se trouve à Jönköping.

## Localités principales
- Bankeryd
- Barnarp
- Bottnaryd
- Gränna och Visingsö
- Huskvarna
- Jönköping Öster
- Jönköping Söder
- Jönköping Väster
- Lekeryd
- Norrahammar
- Skärstad
- Taberg-Månsarp
- Tenhult

## Autres localités
| - Axamo - Bäckanäs - Bunn - Ekeryd - Gisebo - Karlsfors - Kaxholmen - Lovsjö - Målen - Norra Unnaryd | - Odensjö - Öggestorp - Ölmstad - Örserum - Prinseryd - Ryd - Rökinge och Busarp - Siringe - Tovrida udde - Trånghalla - Tunnerstad |